# Anomala fulvescens
Anomala fulvescens är en skalbaggsart som beskrevs av Candeze 1869. Anomala fulvescens ingår i släktet Anomala och familjen Rutelidae. Inga underarter finns listade i Catalogue of Life.